# Blank Space
"Blank Space" là một bài hát của nữ ca sĩ kiêm nhạc sĩ sáng tác bài hát người Mỹ Taylor Swift và là đĩa đơn thứ hai nằm trong album 1989, album phòng thu thứ năm của cô. Bài hát này được Swift sáng tác cùng với các nhà sản xuất Max Martin và Shellback. Ý tưởng của bài hát bắt nguồn từ việc truyền thông luôn luôn soi mói chuyện đời tư tình cảm, gây ảnh hưởng tiêu cực đến hình tượng cô gái hàng xóm của nữ ca sĩ. Trong "Blank Space", Swift nhập vai một người phụ nữ "có một danh sách dài những người yêu cũ" và hẹn hò yêu đương hết người này đến người khác. Bài hát thuộc thể loại electropop có khâu biên khúc tối giản gồm nhạc cụ  tổng hợp synthesizer, phong cách nhịp lấy cảm hứng từ hip hop và phần giọng hát được xử lý theo kiểu xếp lớp.
Hãng đĩa Big Machine hợp tác với Republic Records phát hành "Blank Space" dưới dạng đĩa đơn tại Hoa Kỳ vào ngày 10 tháng 11 năm 2014. Ca khúc trở thành một trong những đĩa đơn bán chạy nhất năm 2015 và đạt vị trí quán quân tại Úc, Canada, Iceland, Scotland và Nam Phi. Tại Hoa Kỳ, "Blank Space" đứng đầu bảng xếp hạng Billboard Hot 100 suốt 7 tuần liên tiếp và đạt chứng nhận 8× Bạch kim từ Hiệp hội Công nghiệp Ghi âm Hoa Kỳ (RIAA). Nhiều nhà phê bình khen ngợi khâu sản xuất lẫn phong cách sáng tác nhạc của Swift; một số người đã gọi "Blank Space" làm điểm nhấn của album 1989. Bài hát mang về ba đề cử tại lễ trao giải Grammy lần thứ 58, gồm có hai đề cử tại các hạng mục chung: Thu âm của năm và Bài hát của năm. Rolling Stone xếp "Blank Space" ở vị trí 320 trong danh sách 500 bài hát vĩ đại nhất tái bản năm 2024.
Joseph Kahn phụ trách đạo diễn video âm nhạc của "Blank Space". Trong MV, Swift thể hiện vai diễn là một người phụ nữ ghen tuông điên dại và bắt đầu hành động thất thường sau khi nghi ngờ bạn trai mình không chung thuỷ. Video âm nhạc của bài hát đoạt giải Video nhạc pop xuất sắc nhất và Video xuất sắc nhất của nữ ca sĩ tại giải Video âm nhạc của MTV năm 2015. Rolling Stone xếp MV "Blank Space" vào danh sách 100 video âm nhạc xuất sắc nhất mọi thời đại ở vị trí thứ 67. Nhằm quảng bá ca khúc, Swift đã biểu diễn "Blank Space" ở nhiều chương trình âm nhạc và lễ trao giải. Cô đã từng đưa bài hát vào danh sách tiết mục trong ba chuyến lưu diễn thế giới: The 1989 World Tour (2015), Reputation Stadium Tour (2018) và The Eras Tour (2023–2024). "Blank Space" cũng được các nghệ sĩ rock hát lại. Sau vụ tranh chấp quyền sở hữu tác phẩm với hãng đĩa Big Machine vào năm 2019, Swift tiến hành thu âm lại bài hát này với tên gọi là "Blank Space (Taylor's Version)" và phát hành trong album tái thu âm 1989 (Taylor's Version) của cô vào năm 2023.

## Bối cảnh
Sự nghiệp của Taylor Swift vốn được biết đến với phong cách nhạc đồng quê cho đến khi cô phát hành album phòng thu thứ tư, Red, vào ngày 22 tháng 10 năm 2012. Nữ nhạc sĩ đã hòa trộn thêm thể loại pop chiết trung với rock trong Red, làm cho nhạc phẩm trở nên khác lạ so với phong cách đồng quê trong các album trước đây của cô. Thông qua quá trình hợp tác với các nhà sản xuất nhạc pop người Thụy Điển Max Martin và Shellback, công trình sáng tác nhạc của Swift đã góp mặt thêm phần hook thiên hướng pop cũng như những thể loại mới như EDM và dubstep. Dẫu vậy, Swift và hãng đĩa Big Machine vẫn quảng bá Red là album nhạc đồng quê. Chính vì Red mang nhiều màu sắc âm nhạc nên đã khiến cho giới phê bình tranh cãi mổ xẻ gay gắt về chuyện hình tượng nghệ sĩ nhạc đồng quê của Swift, và nữ ca sĩ đã lên tiếng trong một cuộc phỏng vấn với The Wall Street Journal rằng, "Tôi để cho người ta mặc sức gắn thể loại."
Ngoài ra, Swift còn được nhiều người biết đến với biệt danh "cục cưng nước Mỹ" nhờ vào hình tượng cô gái hàng xóm lành mạnh và thực tế. Tuy nhiên, do tình sử hợp tan với hàng loạt bạn trai có tên tuổi trong ngành giải trí nên nữ ca sĩ thường xuyên bị nhiều người bôi bác gây ảnh hưởng đến danh tiếng. The New York Times khẳng định vào năm 2013 rằng "lịch sử hẹn hò [của Swift] đã khuấy động một thứ được gọi là sự khởi đầu của phản ứng dữ dội" và đặt ra câu hỏi rằng liệu Swift có đang trải qua khủng hoảng một phần tư cuộc đời hay không. Tampa Bay Times nhận thấy rằng trước khi có 1989, đời sống tình cảm của Swift đã trở thành chủ đề được báo lá cải thường xuyên quan tâm và khiến cho khả năng âm nhạc của cô trở nên mờ nhạt do điều đó. Swift không thích bị giới truyền thông gọi là một "kẻ hẹn hò hàng loạt". Nữ ca sĩ cảm thấy rằng hành động đó đã nhấn chìm công việc chuyên môn của cô và khiến cô trở nên khó xử trước việc đời tư bị công chúng bàn tán. Sự soi mói từ các tờ báo lá cải về hình tượng của Swift đã thôi thúc cô sáng tác nên những bài hát cho album 1989 nhằm châm biếm về hình ảnh mà người khác nhìn nhận về cô, bên cạnh những nét lãng mạn cổ điển của nữ ca sĩ.
Swift bắt đầu từ bỏ dòng nhạc đồng quê và chuyển sang sáng tác các bài hát thuần pop cho album phòng thu thứ năm vào giữa năm 2013 trong lúc vẫn còn đang thực hiện chuyến lưu diễn The Red Tour, bằng cách khơi gợi cảm hứng từ thể loại synth-pop đến từ thập niên 1980 và nhạc cụ tổng hợp âm đàn, trống vỗ và giọng hát xếp lớp. Năm 2014, album phòng thu thứ năm 1989 của Swift lên kệ, trở thành "album mang tư liệu pop chính thức đầu tiên" theo lời tuyên bố của nữ ca sĩ cũng như album được đặt tên theo năm sinh của cô. Thông qua 1989, Swift đã cùng với các nhà sản xuất tận dụng nặng nề các nhạc cụ gõ trống lập trình, đàn tổng hợp synthesizer cùng với phong cách thể loại điện tử và dance, khiến cho album này tương phản hoàn toàn so với phong cách biên khúc acoustic đến từ các album đồng quê trước kia của nữ ca sĩ. Swift và Max Martin trở thành giám đốc sản xuất của 1989. Ở phần ghi công trong Digital Booklet của 1989 (Deluxe Edition) cho biết, Martin và người hợp tác thường xuyên Shellback của ông sản xuất 9 bài hát trên tổng số 16 bài hát, gồm cả "Blank Space".

## Nhạc và lời
"Blank Space" là một bài hát đi theo cấu trúc phân khúc–điệp khúc. Nhà âm nhạc học Nate Sloan phân tích rằng phong cách hát ngắt quãng từng chữ trong đoạn phân khúc của Swift như "magic, madness, heaven, sin" đã tạo nên giai điệu bí ẩn và ghê sợ. Chuẩn bị đến điệp khúc, Swift tự nhận chính mình là một "nightmare dressed like a daydream". Phần điệp khúc của "Blank Space" cho thấy phong cách sáng tác lời bài hát chân thực của Swift khi dựa vào tình sử của nữ ca sĩ qua lời ca, "Got a long list of ex-lovers / They'll tell you I'm insane / But I've got a blank space, baby". Kết đoạn điệp khúc là khoảng im lặng ngắn ngủi rồi một tiếng bấm đầu bút bi, sau đó Swift hát, "And I'll write your name." Tại thời điểm bài hát vừa mới phát hành, câu hát "Got a long list of ex-lovers" đã bị một số khán giả nghe lộn thành "All the lonely Starbucks lovers", khiến cho cộng đồng mạng tranh luận và Starbucks phải lên tiếng phản hồi. Thông điệp bí mật của ca khúc sau khi giải mã trong phần ghi chú album 1989 là "there once was a girl known by every one and no one."
Năm 2015, Swift tiết lộ với GQ rằng cô đã mường tượng "Blank Space" sẽ là một cái gật đầu châm biếm bản thân trước cách truyền thông nhìn nhận cô là "một người con gái bị khùng nhưng khó cưỡng, nhưng hào nhoáng, nhưng mất trí và nhưng thao túng". Nữ ca sĩ còn thừa nhận bản thân cô đã bị công kích cá nhân đủ dai dẳng rồi mới cảm thấy những chuyện đó trông "rất buồn cười" đối với cô. Cùng năm, Swift phát biểu với NME rằng sau khi "Blank Space" ra mắt, "[phân nửa] công chúng hiểu được trò đùa, phân nửa công chúng nghĩ rằng tôi thực sự đang mang trong mình một sự thật rằng tôi là một kẻ tâm thần". Theo Solan, nhân vật thể hiện trong "Blank Space" có thể không đáng tin cậy. Do đó, để giải thích liệu bài hát có miêu tả chân thực tính cách của Swift hay không là một chuyện nan giải. Trong nhiều ấn phẩm đương thời, các nhà báo nhận định rằng "Blank Space" đại diện cho góc nhìn nhẹ dạ cả tin của 1989 trong câu chuyện tình yêu đổ vỡ và khiến cho album trở nên xa cách với phong cách lãng mạn lý tưởng hóa ở các sáng tác trước kia của Swift. Một số người khác thì cho rằng Swift đang đùa giỡn với hình tượng và cách thức truyền thông diễn ngôn xung quanh sự nổi tiếng của nữ ca sĩ. Một thời gian sau, sự đeo bám của báo giới đã trở thành cảm hứng cho album phòng thu thứ sáu Reputation (2017) để Swift thổ lộ trải nghiệm công chúng và tin đồn của truyền thông bên trong cô.
Martin và Shellback đã áp dụng phong cách phối khí thưa thớt cho "Blank Space" sau khi Swift yêu cầu bài hát phải đánh mạnh vào lời bài hát và thanh giọng. Về phần nhạc, "Blank Space" là một bài hát electropop được sáng tác dựa trên nhịp nhạc tối giản của thể loại hip hop. Đội ngũ sáng tác đã sử dụng đàn tổng hợp synthesizer, bộ gõ bằng âm bập bùng của guitar và giọng hát nền được xếp nhiều lớp. Trong đoạn điệp khúc, Swift hát ở thanh âm cao hơn và nhạc nền được đẩy cao trào và nhanh hơn hơn bằng máy đánh trống lập trình. Một số cây viết phê bình khi đó đã so sánh lối sáng tác tối giản của bài hát với âm nhạc của ca sĩ kiêm sáng tác nhạc Lorde, đặc biệt là trong album năm 2013 Pure Heroine. Người viết tạp chí Andrew Unterberger cho Spin bảo rằng "Blank Space" là ca khúc bao trùm xuyên suốt phần còn lại của 1989 bằng tính chân thực của nhạc pop những năm 1980 trong khi vẫn kết hợp khuynh hướng hiện đại. Còn Baesley thì cảm thụ rằng phần khí nhạc tối giản "nghe có vẻ tươi sáng và dễ dãi, nhưng vẫn chưa chắc gì dễ tạo ra". Anh nhận xét "Blank Space" đích thực là một đĩa nhạc "pop chuyên nghiệp ở cấp độ vũ khí".

## Phát hành và diễn biến thương mại
Ngày 24 tháng 10 năm 2014, 1989 bị rò rỉ cách thời điểm phát hành chỉ còn ba ngày. "Blank Space" là bài hát đầu tiên bị đăng tải sớm lên trang YouTube, dẫn đến hãng đĩa Big Machine phải đi "đánh gậy" sau vài tiếng. Lindsey Weber từ Vulture cho rằng vụ việc rò rỉ này bắt nguồn từ Pháp, vì các tập tin được đăng tải bằng ngôn ngữ địa phương. Vài tuần sau, hai hãng đĩa Big Machine và Republic Records phát hành "Blank Space" làm đĩa đơn thứ hai cho album 1989, sau đĩa đơn mở đường "Shake It Off". Tại Hoa Kỳ, bài hát bắt đầu lên sóng đài phát thanh rhythmic crossover vào ngày 10 tháng 11, hot adult contemporary và hit đương đại vào ngày 11 tháng 11 năm 2014. Universal đưa "Blank Space" lên đài phát thanh Ý vào ngày 12 tháng 12 năm 2014, và phát hành phiên bản đĩa đơn CD của "Blank Space" tại Đức vào ngày 2 tháng 1 năm 2015.
Về diễn biến thương mại, "Blank Space" ra mắt ở vị trí thứ 18 trên bảng xếp hạng Billboard Hot 100 của Hoa Kỳ tuần ngày 15 tháng 11 năm 2014. Đến tuần thứ ba, đĩa nhạc vươn lên top 1 bảng xếp hạng Hot 100 nhờ vào hiệu ứng sau phát hành của video âm nhạc, truất ngôi đầu bảng đĩa đơn mở đường "Shake It Off" của 1989 và lập cho Swift một thành tích trở thành người phụ nữ đầu tiên trong lịch sử bảng xếp hạng Billboard Hot 100 thay thế bài hát của chính mình ở vị trí số một. "Blank Space" duy trì ngôi quán quân trên Billboard Hot 100 suốt bảy tuần liên tiếp. Tính đến tháng 7 năm 2017, "Blank Space" đã bán được 4,6 triệu bản ở Hoa Kỳ. Hiệp hội Công nghiệp Ghi âm Hoa Kỳ (RIAA) chứng nhận cho đĩa nhạc 8× Bạch kim dựa trên tổng doanh số tiêu thụ và số lượt phát trực tuyến tương đương đạt tám triệu đơn vị. Trên bảng xếp hạng Hot 100 ngày 19 tháng 8 năm 2023, "Blank Space" quay trở lại vị trí 49 sau khi Swift công bố phát hành 1989 (Taylor's Version) và trình diễn tại buổi hòa nhạc The Eras Tour dẫn đến lượt phát nhạc tăng đột biến. Ca khúc trụ thêm một tuần ở vị trí thứ 46.
"Blank Space" vươn lên vị trí số một tại Úc, Canada, Nam Phi và Scotland. Bài hát đứng đầu bảng xếp hạng Euro Digital Song Sales của Châu Âu do Billboard tổng hợp số liệu, bảng xếp hạng tải nhạc Phần Lan. "Blank Space" đạt top 5 ở nhiều quốc gia như hạng 2 ở New Zealand, Ba Lan, Slovakia, hạng 3 ở Bulgaria, hạng 4 ở Cộng hòa Séc, Ireland, Israel, Anh Quốc, và hạng 5 ở Lebanon. Đĩa nhạc được chứng nhận nhiều đĩa Bạch kim tại Úc (14× Bạch kim), Canada (4× Bạch kim), New Zealand (5× Bạch Kim) và Anh Quốc (3× Bạch kim). Theo Liên đoàn Công nghiệp ghi âm Quốc tế (IFPI), "Blank Space" là bài hát bán chạy thứ tám trong năm 2015 với tổng đơn vị tương đương đạt 9,2 triệu.

## Đánh giá chuyên môn
Nhìn chung, "Blank Space" nhận được nhiều bài đánh giá tích cực. Tác giả Shane Kimberline của trang musicOMH đã chọn "Blank Space" là một trong những bài hát xuất sắc nhất của 1989 sau khi album ra mắt. Cây viết Corey Baesley từ PopMatters đã tán tụng bài hát "dễ dàng trở thành một bản nhạc pop xuất sắc nhất năm 2014". Sydney Gore viết cho tạp chí The 405 đã nhấn mạnh "Blank Space" chính là điểm sáng của cả album 1989, và Aimee Cliff từ Fact đã gọi đây là một trong những bài hát "nghe hấp dẫn nhất cho tới nay" của Swift nhờ vào ý tưởng lồng ghép đời sống tình cảm của nữ ca sĩ theo cách phóng đại còn hơn cả đời thực. Nhà phê bình Robert Leedham của tờ Drowned in Sound đã viết rằng Swift đã thành công trong việc thử nghiệm phong cách âm nhạc mới lên 1989 và chọn "Blank Space" làm minh chứng tiêu biểu cho điều đó.
Cây bút đánh giá Kitty Empire của chuyên tin The Observer đã chọn "Blank Space" làm bài hát cho thấy nét trưởng thành trong âm nhạc và lời ca của Swift và gọi đó là một bài hát pop hoàn toàn triệt để với phần cấu trúc sáng tác ấn tượng. Viết cho Los Angeles Times, Mikael Wood đã chọn "Blank Space" là một trong những bài hát khá hơn của album nhờ vào tay nghề sáng tác bài hát của Swift. Nhà phê bình Jon Caramanica của The New York Times bảo rằng bài hát cho thấy Swift ở thời kỳ đỉnh cao của cô, qua đó có thể khẳng định được phong thái quyền lực cũng như vị thế nghiêm trang của nữ ca sĩ. Tuy nhiên, tác giả làm báo Andy Gill cho The Independent thì cảm thấy ít hứng thú hơn và gọi "Blank Space" là một bài hát "nổi loạn rập khuôn theo tập thể".
"Blank Space" về sau nhận về đánh giá tích cực hơn. Năm 2019, cây bút Alexis Petridis của The Guardian tuyên bố "Blank Space" là đĩa đơn hay nhất mà Swift từng phát hành và ca ngợi sự thành công của bài hát trong việc lột xác Swift từ một ca sĩ kiêm nhạc sĩ sáng tác nhạc đồng quê trở thành một ngôi sao nhạc pop nhờ giai điệu dễ xuôi tai và ca từ dí dỏm. Người phê bình lâu năm Rob Sheffield cho Rolling Stone đã viết trong ấn bản những bài hát hay nhất của nữ ca sĩ năm 2023 rằng: "Mỗi một giây của 'Blank Space' đều hoàn hảo." Năm 2020, tạp chí Paste mô tả bài hát là "được chế tác rất hay, hấp dẫn và hài hước một cách hợp pháp" và xướng danh "Blank Space" là bài hát hay nhất trong album 1989. Selja Rankin viết tạp chí Entertainment Weekly cũng mệnh danh "Blank Space" là ca khúc hay nhất trong album và tán dương ca từ đỉnh cao và âm hưởng nhạc pop hấp dẫn những năm 1980 của bài hát. Năm 2023, Viện hàn lâm Khoa học và Nghệ thuật Thu âm Quốc gia đã chọn "Blank Space" là một trong 13 bài hát tiêu biểu nhất của Swift đại diện cho sự nghiệp sáng tác ca khúc và nhạc sĩ của cô.

### Thành tựu
Rolling Stone xếp "Blank Space" ở vị trí thứ 6 trong danh sách bài hát hay nhất năm 2014, thứ 73 trong danh sách xuất sắc nhất thập niên 2010, thứ 357 trong danh sách 500 bài hát vĩ đại nhất ấn bản 2021, và thứ 320 trong danh sách 500 bài hát vĩ đại nhất ấn bản năm 2024. Time đã xếp "Blank Space" vào danh sách bài hát cuối năm ở hàng thứ 9. Bài hát đứng ở vị trí thứ 3 ở danh sách Pazz & Jop cuối năm 2014 bên The Village Voice dựa trên cuộc bỏ phiếu từ các nhà phê bình. Stereogum và Uproxx xếp bài hát ở vị trí thứ 49 và thứ 72 trong danh sách những bài hát hay nhất thập niên 2010. Billboard đã vinh danh "Blank Space" là một trong 100 bài hát định nghĩa nên thập niên 2010. Katie Atkinson viết rằng đĩa đơn đã củng cố lối kể chuyện cuộc đời đặc trưng của Swift trong âm nhạc đồng thời "đặt ra tiêu chuẩn cho một ngôi sao nhạc pop mới và có thể tự nhận thức được" trong việc mỉa mai hình tượng do người khác nhìn nhận về nữ ca sĩ. Bài hát lọt vào trong danh sách 100 đĩa đơn hay nhất thập niên 2010 ở vị trí thứ 15 theo Slant Magazine.
"Blank Space" đoạt giải Bài hát của năm tại giải thưởng Âm nhạc Mỹ năm 2015. Ở giải BMI năm 2016, đĩa đơn trở thành một trong những Bài hát đoạt giải thưởng giúp Swift giành được danh hiệu Nhạc sĩ sáng tác bài hát của năm. "Blank Space" mang về một đề cử Tác phẩm quốc tế của năm tại giải APRA của Úc năm 2016. Tại giải Grammy lần thứ 58 vào năm 2016, bài hát được đề cử ở ba hạng mục: Thu âm của năm, Bài hát của năm và Trình diễn đơn ca pop xuất sắc nhất.

## Video âm nhạc

### Phát triển, nội dung và công chiếu
Joseph Kahn phụ trách đạo diễn video âm nhạc cho "Blank Space" và tiết lộ rằng Swift đã lên kế hoạch "[thể hiện] ý tưởng rằng nếu như cô ấy có nhiều bạn trai chia tay cô ấy thì có lẽ vấn đề không phải ở các chàng trai mà là ở cô ấy". Quá trình ghi hình cho video âm nhạc của "Blank Space" diễn ra tại hai địa điểm trên Long Island: chủ yếu quay phim ở lâu đài Oheka và một số cảnh tại lâu đài Walworth trong vòng 3 ngày vào tháng 9 năm 2014. Ở ngày cuối cùng, đội ngũ của Swift hợp tác với American Express thực hiện ghi hình bộ phim cho ứng dụng di động tương tác 360° mang tên American Express Unstaged: Taylor Swift Experience. Kahn nói với trang web Mashable rằng Swift đã lựa chọn kỹ lưỡng các thiết bị quay phim và khung cảnh hình ảnh: "Khi bạn có một nghệ sĩ muốn thử nghiệm khả năng chụp ảnh của cô ấy thì đó sẽ luôn là một lĩnh vực tuyệt vời đáng để tham gia."
Khi quay phim, Kahn đã lấy cảm hứng phong cách khung hình cân đối đến từ bộ phim năm 1971 A Clockwork Orange của Stanley Kubrick. Video bắt đầu bằng cảnh quay một nhân vật nam (Sean O'Pry) điều khiển chiếc xe AC Cobra về phía biệt thự của một nhân vật nữ do Swift đóng vai. Họ nhanh chóng trở thành một cặp tình nhân và thực hiện các hoạt động có thể thấy trong video như: khiêu vũ cùng nhau, nữ chính vẽ chân dung cho bạn trai nam chính, tản bộ vòng quanh biệt thự, cưỡi ngựa bên nhau và khắc tên cặp đôi lên cây. Đến giữa video ở cảnh dã ngoại, nhân vật của Swift để ý bạn trai mình đang nhắn tin cho ai đó và bắt đầu nổi đóa. Cặp đôi khi đó bắt đầu cãi nhau và nữ chính dần dần có hành động mất trí như la hét về phía bạn trai ở thư viện; ném bình bông; rạch tranh và bôi vẽ chân dung; dùng dao đâm vào bánh kem hình trái tim; thả điện thoại bạn trai xuống đài phun nước; vừa khóc vừa cười với nước mắt đen mascara lăn dài trên mặt; dùng kéo cắt rách áo sơ mi và đốt quần áo của bạn trai qua cửa sổ khiến cho nam chính trở nên hoảng sợ và bỏ chạy. Trước khi bạn trai kịp thời chạy đến chiếc xe của mình thì Swift đã dùng cây gậy đánh golf điên cuồng đập phá phương tiện cá nhân của anh, một cảnh quay được cho xuất phát từ ý tưởng vụ việc bắt ghen năm 2009 của Tiger Woods. Sau khi nhân vật của O'Pry vừa mới rời đi, một người đàn ông khác (Andrea Denver) đến với căn biệt thự, trở thành tình yêu mới của Swift. Chú mèo Olivia Benson của Swift cũng góp mặt trong video âm nhạc "Blank Space".
Lúc đầu Swift dự định công chiếu video lên Good Morning America vào ngày 11 tháng 11 năm 2014, nhưng Yahoo! vô tình làm rò rỉ video sớm hơn một ngày khiến cho nữ ca sĩ phải đăng tải video lên trang Vevo của cô nhanh chóng ngay sau đó. Ứng dụng tương tác American Express Unstaged: Taylor Swift Experience gồm có phiên bản video 360° của "Blank Space" được phát hành miễn phí lên các cửa hàng ứng dụng di động. Người dùng có thể chọn theo Swift hoặc người yêu của cô trong cốt truyện hoặc rời cốt truyện để đi khám phá những căn phòng khác trong biệt thự và tìm ra trứng phục sinh tương tác, chẳng hạn như hình tuổi thơ của Swift. Kahn trả lời với Rolling Stone rằng ứng dụng được tạo ra là dành riêng cho người hâm mộ siêu cuồng nhiệt đang có nguyện vọng là được gần gũi với Swift hơn.

### Đón nhận
Một số phương tiện đại chúng đã so sánh cốt truyện của "Blank Space" với Gone Girl và bảo rằng cả nhân vật của Swift lẫn nhân vật chính của Gone Girl đã lột bỏ vẻ lãng mạn trong tất cả chuyện tình trong quá khứ mà họ từng có. Nhà báo Randall Roberts viết cho Los Angeles Times đã bảo rằng Swift đã đem lại một sản phẩm xứng tầm với giải Oscar. Tạp chí Billboard đã bày tỏ khen ngợi chất lượng điện ảnh và tính thẩm mỹ của video, đồng thời nhận định vai diễn xuất phát từ bản thân ngoài đời của Swift đã gợi cảm giác thú vị và đóng vai trò làm lớp băng bao phủ lên trên chiếc bánh đầy máu. Tác giả chuyên mục Jessica Valenti cho The Guardian đã biểu dương cách Swift lột tả hình tượng do người khác nhìn nhận và gọi video là "giấc mơ ban ngày về nữ quyền", trong đó "những bức tranh biếm họa hẹp hòi và phân biệt giới tính gắn liền với phụ nữ được thể hiện [từ bên trong video] nhằm giúp chúng ta cảm thấy giải trí cũng như giúp cho sự lố bịch hoàn toàn của [những bức tranh đó] có thể được thể hiện ra ngoài".
Năm 2017, nhật báo USA Today và tạp chí Spin đã vinh danh "Blank Space" là video âm nhạc vĩ đại nhất mà Swift đã từng làm, trong đó Spin đã tán tụng tính thẩm mỹ quyến rũ cũng như ca ngợi cách Swift miêu tả vui nhộn về danh tiếng của chính mình. Năm 2020, Entertainment Weekly đã chọn "Blank Space" là video hay nhất trong số các đĩa đơn album 1989 và nhận xét rằng đây là video âm nhạc duy nhất có thể diễn tả một cách nghiêm túc bằng một từ ngữ "chủ nghĩa Kubrick". Video của bài hát đoạt giải Video Pop xuất sắc nhất và Video xuất sắc nhất của nữ ca sĩ tại giải Video âm nhạc của MTV năm 2015 và nhận về một đề cử Video xuất sắc nhất của nữ ca sĩ quốc tế tại giải Video âm nhạc của MTV Nhật Bản. Ứng dụng American Express Unstaged: Taylor Swift Experience thắng giải Chương trình tương tác gốc tại giải Nghệ thuật sáng tạo Primetime Emmy lần thứ 67. Rolling Stone xếp "Blank Space" ở vị trí thứ 67 trong danh sách 100 video âm nhạc vĩ đại nhất.

## Biểu diễn trực tiếp và các phiên bản khác

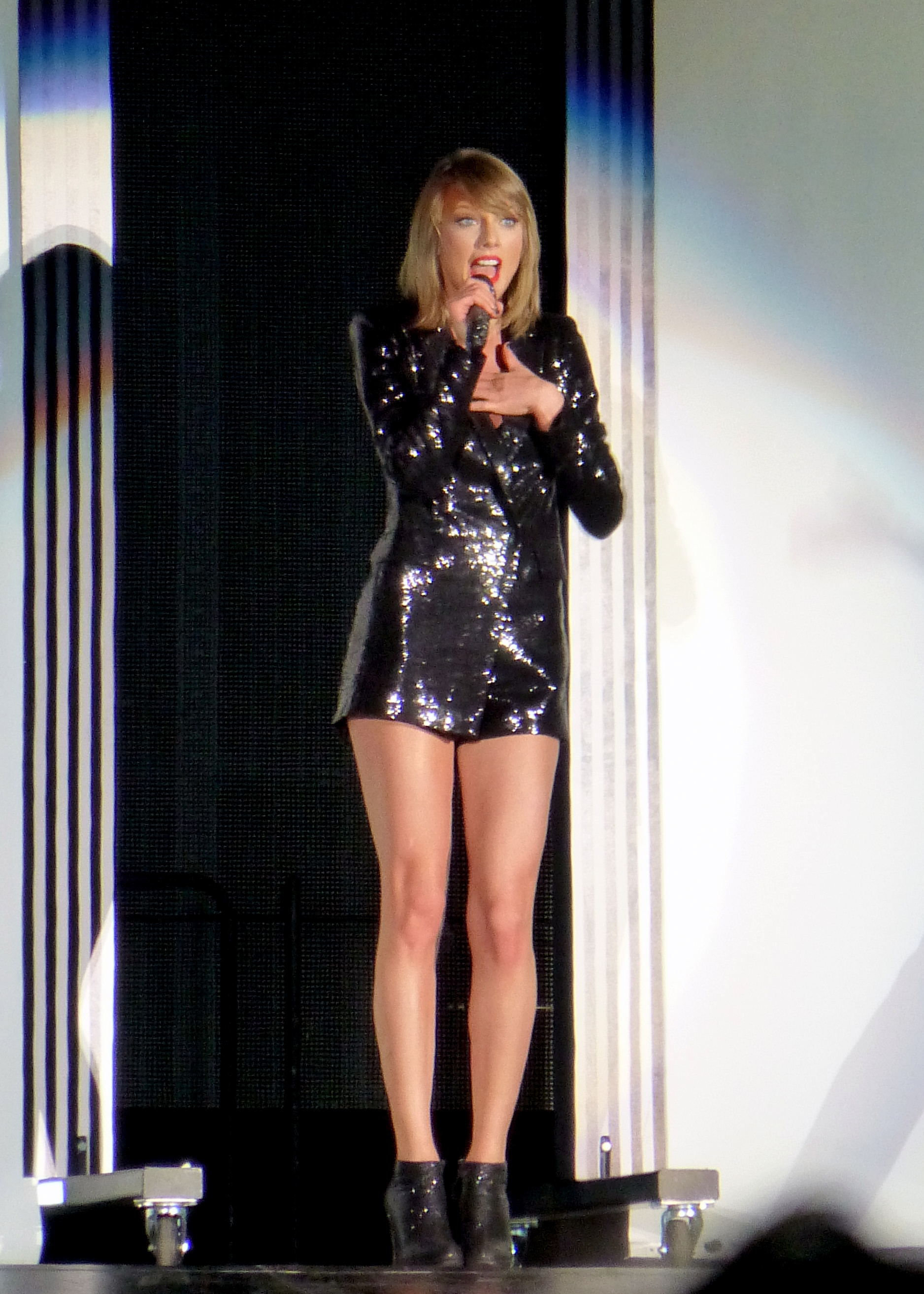
Swift trình diễn "Blank Space" trong chuyến lưu diễn The 1989 World Tour

Swift trình diễn "Blank Space" trong buổi nghe trước "1989 Secret Session" do Yahoo! và iHeartRadio tổ chức chiếu trực tiếp vào ngày 27 tháng 10 năm 2014. Swift thể hiện ca khúc trên sóng truyền hình tại giải thưởng Âm nhạc Mỹ năm 2014 và thực hiện lại vai diễn trong video âm nhạc, hóa thân thành một người đàn bà bị thần kinh và cư xử kỳ quái trước bạn trai của cô. Nữ ca sĩ tiếp tục đưa "Blank Space" lên The Voice vào ngày 25 tháng 11, tại chương trình thời trang Victoria's Secret năm 2014 vào ngày 2 tháng 12, và Jingle Bell Ball 2014 của Capital FM bên Luân Đôn, phát sóng vào ngày 5 tháng 12.
Ngày 25 tháng 2 năm 2015, Swift mở màn giải Brit 2015 bằng "Blank Space". Ở đoạn đầu của buổi biểu diễn, Swift hát ca khúc phía trước các phông nền trắng in hình bóng của các vũ công nam phụ họa. Bài hát xuất hiện trong danh sách tiết mục của ba chuyến lưu diễn của Swift: The 1989 World Tour (2015), Reputation Stadium Tour (2018) và The Eras Tour (2023–2024). Vào ngày 9 tháng 9 năm 2019, Swift biểu diễn bài hát tại buổi hòa nhạc một chặng duy nhất City of Lover ở Paris, Pháp. Cô biểu diễn lại bài hát tại buổi hòa nhạc từ thiện We Can Survive vào ngày 19 tháng 10 năm 2019, ở Los Angeles. Tại giải thưởng Âm nhạc Mỹ năm 2019, Swift được vinh danh Nghệ sĩ của thập niên và trình diễn "Blank Space" liên khúc với các bản hit khác của cô. Cô tiếp tục biểu diễn ca khúc tại Jingle Bell Ball 2019 của Capital FM bên Luân Đôn và tại Jingle Ball 2019 của iHeartRadio Z100 bên thành phố New York.
Sau giải thưởng Âm nhạc Mỹ năm 2014, rapper Pitbull đăng tải bản remix của "Blank Space" có phân đoạn đầu tiên là do anh rap lên nền tảng SoundCloud vào ngày 15 tháng 12 năm 2014. Nhóm nhạc phục cổ Postmodern Jukebox đã phối lại bài hát thành phiên bản phong cách thập niên 1940 và ban nhạc rock Imagine Dragons trình diễn "Blank Space" với phần nhạc chậm rãi lấy mẫu từ "Stand by Me" của Ben E. King tại chương trình hòa nhạc BBC Radio 1 Live Lounge vào tháng 2 năm 2015. I Prevail phát hành bản hát lại post-hardcore của "Blank Space" làm đĩa đơn ra mắt của họ vào ngày 5 tháng 12 năm 2014. Bản hát lại vươn lên vị trí thứ 9 trên bảng xếp hạng Hot Rock Songs của Billboard và thứ 90 trên Billboard Hot 100, và được RIAA chứng nhận Bạch kim tương đương khoảng một triệu đơn vị tiêu thụ.
Ca sĩ rock Ryan Adams phát hành bản hát lại "Blank Space" trong album hát lại từng bài 1989 năm 2015 của anh, trong đó Adams kết hợp các nhạc cụ dây acoustic đơn giản lẫn đối nghịch với cách sản xuất điện tử của bản gốc. Ca sĩ indie Father John Misty hát lại "Blank Space" theo phong cách ban nhạc rock The Velvet Underground vào năm 2015. Bản cover đã tái hiện phiên bản của Adams và được biên soạn dựa trên giai điệu của bài hát "I'm Waiting for the Man".

## Đội ngũ sản xuất
Thông tin phần ghi công được lấy từ phần ghi chú của 1989.
- Taylor Swift – hát chính, hát nền, sáng tác, thét
- Cory Bice – hỗ trợ thu âm
- Tom Coyne – kỹ thuật master
- Serban Ghenea – trộn nhạc
- John Hanes – kỹ thuật trộn nhạc
- Sam Holland – thu âm
- Michael Ilbert – thu âm
- Max Martin – sản xuất, sáng tác, đàn phím, lập trình
- Shellback – sản xuất, sáng tác, guitar acoustic, guitar điện, bass, đàn phím, bộ gõ, lập trình, thét, tiếng dậm

## Bảng xếp hạng
| Bảng xếp hạng (2014–2015)                 | Vị trí cao nhất |
| ----------------------------------------- | --------------- |
| Úc (ARIA)                                 | 1               |
| Áo (Ö3 Austria Top 40)                    | 6               |
| Bỉ (Ultratop 50 Flanders)                 | 13              |
| Bỉ (Ultratop 50 Wallonia)                 | 26              |
| Brasil (Billboard Hot 100)                | 59              |
| Bulgaria (IFPI)                           | 3               |
| Canada (Canadian Hot 100)                 | 1               |
| Canada AC (Billboard)                     | 2               |
| Canada CHR/Top 40 (Billboard)             | 1               |
| Canada Hot AC (Billboard)                 | 1               |
| CIS (Tophit)                              | 84              |
| Cộng hòa Séc (Rádio Top 100)              | 4               |
| Châu Âu Digital Song Sales (Billboard)    | 1               |
| Phần Lan Airplay (Radiosoittolista)       | 3               |
| Phần Lan Download (Latauslista)           | 1               |
| Pháp (SNEP)                               | 27              |
| Đức (GfK)                                 | 9               |
| Hy Lạp Digital Songs (Billboard)          | 2               |
| Hungary (Single Top 40)                   | 7               |
| Iceland (RÚV)                             | 1               |
| Ireland (IRMA)                            | 4               |
| Israel (Media Forest)                     | 4               |
| Ý (FIMI)                                  | 27              |
| Ý Digital Song Sales (Billboard)          | 10              |
| Nhật Bản (Japan Hot 100)                  | 45              |
| Nhật Bản Adult Contemporary (Billboard)   | 10              |
| Lebanon (Lebanese Top 20)                 | 5               |
| Luxembourg Digital Song Sales (Billboard) | 4               |
| Mexico Airplay (Billboard)                | 2               |
| Hà Lan (Dutch Top 40)                     | 17              |
| Hà Lan (Single Tip)                       | 3               |
| New Zealand (Recorded Music NZ)           | 2               |
| Ba Lan (Polish Airplay Top 100)           | 2               |
| Bồ Đào Nha Digital Song Sales (Billboard) | 5               |
| Romania (Airplay 100)                     | 34              |
| Scotland (OCC)                            | 1               |
| Slovakia (Rádio Top 100)                  | 2               |
| Slovenia (SloTop50)                       | 9               |
| Nam Phi (EMA)                             | 1               |
| Hàn Quốc International Singles (Gaon)     | 54              |
| Tây Ban Nha (PROMUSICAE)                  | 16              |
| Thụy Sĩ (Schweizer Hitparade)             | 12              |
| Ukraina Airplay (Tophit)                  | 66              |
| Anh Quốc (OCC)                            | 4               |
| Hoa Kỳ Billboard Hot 100                  | 1               |
| Hoa Kỳ Adult Contemporary (Billboard)     | 1               |
| Hoa Kỳ Adult Pop Airplay (Billboard)      | 1               |
| Hoa Kỳ Dance Club Songs (Billboard)       | 23              |
| Hoa Kỳ Latin Airplay (Billboard)          | 48              |
| Hoa Kỳ Pop Airplay (Billboard)            | 1               |
| Hoa Kỳ Rhythmic (Billboard)               | 14              |
| Venezuela (Record Report)                 | 2               |

| Chart (2021–2024)                        | Vị trí cao nhất |
| ---------------------------------------- | --------------- |
| Đức (GfK Entertainment Charts)           | 23              |
| Thế giới Global 200 (Billboard)          | 32              |
| Hy Lạp International (IFPI Greece)       | 64              |
| Ý (FIMI)                                 | 89              |
| Malaysia International (RIM)             | 15              |
| Hà Lan (Single Tip)                      | 17              |
| New Zealand Catalogue Singles (RMNZ)     | 13              |
| Philippines (Billboard)                  | 25              |
| Ba Lan (Polish Airplay Top 100)          | 56              |
| Bồ Đào Nha (AFP)                         | 18              |
| Singapore ( RIAS)                        | 5               |
| Thụy Điển Heatseeker (Sverigetopplistan) | 7               |
| Thụy Sĩ (Schweizer Hitparade)            | 20              |
| Anh Quốc Streaming (OCC)                 | 43              |
| Hoa Kỳ Billboard Hot 100                 | 46              |
| Việt Nam (Vietnam Hot 100)               | 57              |

| Bảng xếp hạng (2014)            | Vị trí |
| ------------------------------- | ------ |
| Úc (ARIA)                       | 28     |
| Hungary (Single Top 40)         | 92     |
| New Zealand (Recorded Music NZ) | 46     |
| Anh Quốc (OCC)                  | 64     |

| Bảng xếp hạng (2015)                  | Vị trí |
| ------------------------------------- | ------ |
| Úc (ARIA)                             | 55     |
| Áo (Ö3 Austria Top 40)                | 58     |
| Bỉ (Ultratop Flanders)                | 73     |
| Bỉ (Ultratop Wallonia)                | 84     |
| Canada (Canadian Hot 100)             | 6      |
| Pháp (SNEP)                           | 173    |
| Đức (Official German Charts)          | 80     |
| Hungary (Single Top 40)               | 58     |
| Hà Lan (Dutch Top 40)                 | 83     |
| Hà Lan (NPO 3FM)                      | 76     |
| Ba Lan (ZPAV)                         | 33     |
| Slovenia (SloTop50)                   | 15     |
| Thụy Sĩ (Schweizer Hitparade)         | 67     |
| Anh Quốc (Official Charts Company)    | 67     |
| Hoa Kỳ Billboard Hot 100              | 7      |
| Hoa Kỳ Adult Contemporary (Billboard) | 5      |
| Hoa Kỳ Adult Top 40 (Billboard)       | 9      |
| Hoa Kỳ Mainstream Top 40 (Billboard)  | 6      |

| Bảng xếp hạng (2016)    | Vị trí |
| ----------------------- | ------ |
| Brasil (Brasil Hot 100) | 74     |

| Bảng xếp hạng (2023)   | Vị trí |
| ---------------------- | ------ |
| Úc (ARIA)              | 59     |
| Global 200 (Billboard) | 67     |

| Bảng xếp hạng (2010–2019) | Vị trí |
| ------------------------- | ------ |
| Úc (ARIA)                 | 84     |
| Hoa Kỳ Billboard Hot 100  | 65     |

| Bảng xếp hạng                        | Vị trí |
| ------------------------------------ | ------ |
| Hoa Kỳ Billboard Hot 100             | 387    |
| Hoa Kỳ Mainstream Top 40 (Billboard) | 90     |

## Chứng nhận
| Quốc gia | Chứng nhận   | Số đơn vị/doanh số chứng nhận |
| --- | ------------ | ----------------------------- |
| Úc (ARIA) | 14× Bạch kim | 980.000‡                      |
| Áo (IFPI Áo) | 2× Bạch kim  | 60.000*                       |
| Brasil (Pro-Música Brasil) | 4× Kim cương | 1.000.000‡                    |
| Canada (Music Canada) | 4× Bạch kim  | 320.000*                      |
| Đan Mạch (IFPI Đan Mạch) | Bạch kim     | 90.000‡                       |
| Đức (BVMI) | Bạch kim     | 300.000‡                      |
| Ý (FIMI) | Bạch kim     | 50.000‡                       |
| Nhật Bản (RIAJ) | Vàng         | 100.000*                      |
| México (AMPROFON) | Vàng         | 30.000*                       |
| New Zealand (RMNZ) | 5× Bạch kim  | 150.000‡                      |
| Na Uy (IFPI) | Bạch kim     | 60.000‡                       |
| Ba Lan (ZPAV) | 4× Bạch kim  | 200.000‡                      |
| Bồ Đào Nha (AFP) | 2× Bạch kim  | 40.000‡                       |
| Tây Ban Nha (PROMUSICAE) | Bạch kim     | 60.000‡                       |
| Thụy Sĩ (IFPI) | Vàng         | 15.000‡                       |
| Anh Quốc (BPI) | 3× Bạch kim  | 1.800.000‡                    |
| Hoa Kỳ (RIAA) | 8× Bạch kim  | 8.000.000‡                    |
| Phát trực tuyến |              |                               |
| Hy Lạp (IFPI Hy Lạp) | Bạch kim     | 2.000.000                     |
| Nhật Bản (RIAJ) | Vàng         | 50.000.000                    |
| * Chứng nhận dựa theo doanh số tiêu thụ. · ‡ Chứng nhận dựa theo doanh số tiêu thụ và phát trực tuyến. · Chứng nhận dựa theo doanh số phát trực tuyến. |              |                               |

## Lịch sử phát hành
| Khu vực | Ngày phát hành       | Định dạng                             | Hãng đĩa             | Chú thích |
| ------- | -------------------- | ------------------------------------- | -------------------- | --------- |
| Hoa Kỳ  | 10 tháng 11 năm 2014 | Đài phát thanh rhythmic               | Big Machine Republic | [ 45 ]    |
| Hoa Kỳ  | 11 tháng 11 năm 2014 | Đài phát thanh hit đương đại          | Big Machine Republic | [ 47 ]    |
| Hoa Kỳ  | 11 tháng 11 năm 2014 | Đài phát thanh hot adult contemporary | Republic             | [ 46 ]    |
| Ý       | 12 tháng 12 năm 2014 | Đài phát thanh                        | Universal            | [ 48 ]    |
| Đức     | 2 tháng 1 năm 2015   | Đĩa đơn CD                            | Universal            | [ 49 ]    |

## "Blank Space (Taylor's Version)"
Năm 2018, Swift rời khỏi Big Machine và ký bản hợp đồng mới với Republic Records. Tuy nhiên, nữ ca–nhạc sĩ đã vướng phải một cuộc tranh chấp quyền sở hữu tác phẩm vào giữa năm 2019 với người quản lý tài năng Scooter Braun, nguyên nhân bắt nguồn từ việc Braun đã mua lại Big Machine Records kèm theo các bản thu hoàn chỉnh những album trước đó của nữ ca sĩ dưới sự phát hành từ phía hãng đĩa cũ. Sau khi cân nhắc lựa chọn thì cuối cùng, Swift quyết định tái thu âm sáu album phòng thu đầu tiên vào tháng 11 năm 2020. Bằng việc tái thu âm, Swift sẽ có toàn bộ quyền sở hữu bản thu mới, cho phép cô tự cấp phép chính mình sử dụng những bản nhạc tái thu âm với mục đích thương mại và hy vọng thay thế được các phiên bản thuộc quyền sở hữu của Big Machine. Swift phân loại các bản tái thu âm bằng hậu tố "Taylor's Version".
Phiên bản tái thu âm của "Blank Space" với hậu tố "Taylor's Version" được phát hành trong album tái thu âm của 1989 với nhan đề 1989 (Taylor's Version) vào ngày 27 tháng 10 năm 2023. Swift sản xuất "Blank Space (Taylor's Version)" cùng với Christopher Rowe, đồng thời Rowe cũng là người đã giúp cô sản xuất các bản tái thu âm trước đó. Bài hát do Derek Garten phụ trách khâu kỹ thuật tại Prime Recording Studio ở Nashville, Tennessee; Ghenea trộn nhạc ở MixStar Studios bên Virginia Beach, Virginia; Randy Merrill thực hiện công đoạn master bên Sterling Sound ở Edgewater, New Jersey. Rowe và Sam Holland thu âm giọng ca của Swift tại Conway Recording Studios bên Los Angeles và Kitty Committee Studio bên New York.

### Đón nhận
Các nhà phê bình âm nhạc có nhiều ý kiến về quá trình tái thu âm. Nhà báo Kelsey Barnes bên tạp chí The Line of Best Fit nhận xét rằng "Blank Space (Taylor's Version)" nghe giống như "sao chép y chang từ bản gốc", còn biên tập viên Adam White của The Independent viết rằng bài hát tái thu âm có giọng hát trưởng thành của Swift đã làm xói mòn "vẻ hưng cảm thô thiển" của bản gốc. Trong bài nhận định từ NME, Hollie Geraghty tán tụng bản "Taylor's Version" vì đã giới thiệu một trong những "chiếc thắt lưng được đánh bóng đẹp mắt mà gần một thập kỷ sau vẫn còn mới nguyên". "Blank Space (Taylor's Version)" vươn lên hạng 9 trên bảng xếp hạng Billboard Global 200. Ở một số quốc gia, "Blank Space (Taylor's Version)" đạt top 20 ở Úc (9), Canada (11), New Zealand (12) và Hoa Kỳ (12).

### Đội ngũ sản xuất
Thông tin phần ghi công được lấy từ phần ghi chú của 1989 (Taylor's Version).
- Taylor Swift – hát chính, hát đệm, sáng tác, sản xuất
- Matt Billingslea – lập trình trống, membranophone, guitar điện, đàn tổng hợp âm
- Bryce Bordone – kỹ thuật trộn nhạc
- Dan Burns – lập trình synth bass, lập trình synth, kỹ thuật bổ sung
- Derek Garten – lập trình bổ sung, kỹ thuật, chỉnh sửa
- Serban Ghenea – trộn nhạc
- Sam Holland – thu âm giọng hát
- Max Martin – sáng tác
- Mike Meadows – guitar acoustic, guitar điện, đàn tổng hợp âm
- Randy Merrill – kỹ thuật master
- Christopher Rowe – sản xuất, hát đệm, thu âm giọng hát
- Shellback – sáng tác

### Bảng xếp hạng
| Bảng xếp hạng (2023)            | Vị trí cao nhất |
| ------------------------------- | --------------- |
| Úc (ARIA)                       | 9               |
| Brasil (Brasil Hot 100)         | 63              |
| Canada (Canadian Hot 100)       | 11              |
| Pháp (SNEP)                     | 165             |
| Global 200 (Billboard)          | 9               |
| Hy Lạp International (IFPI)     | 16              |
| Ireland (Billboard)             | 12              |
| Malaysia (Billboard)            | 25              |
| Malaysia International (RIM)    | 4               |
| MENA (IFPI)                     | 16              |
| New Zealand (Recorded Music NZ) | 12              |
| Philippines (Billboard)         | 7               |
| Tây Ban Nha (PROMUSICAE)        | 100             |
| Thụy Điển (Sverigetopplistan)   | 66              |
| UAE (IFPI)                      | 7               |
| Anh Quốc (Billboard)            | 15              |
| Anh Quốc Download (OCC)         | 35              |
| Anh Quốc Singles Sales (OCC)    | 40              |
| Anh Quốc Streaming (OCC)        | 17              |
| Hoa Kỳ Billboard Hot 100        | 12              |
| Việt Nam (Vietnam Hot 100)      | 49              |

### Chứng nhận
| Quốc gia                                                    | Chứng nhận | Số đơn vị/doanh số chứng nhận |
| ----------------------------------------------------------- | ---------- | ----------------------------- |
| Úc (ARIA)                                                   | Vàng       | 35.000‡                       |
| Brasil (Pro-Música Brasil)                                  | Vàng       | 20.000‡                       |
| New Zealand (RMNZ)                                          | Vàng       | 15.000‡                       |
| Anh Quốc (BPI)                                              | Bạc        | 200.000‡                      |
| ‡ Chứng nhận dựa theo doanh số tiêu thụ và phát trực tuyến. |            |                               |